# Татарский Елтан
Татарский Елтан (тат. Татар Ялтаны) — село в Чистопольском районе Татарстана. Административный центр Татарско-Елтанского сельского поселения.

## Этимология
Топоним произошёл от этнонима «татар» и ойконима «Елтан».

## География
Находится на реке Малый Черемшан, в 34 км к югу от города Чистополя. 

## История
Основано около 1700 года. В исторических источниках упоминается также под названием Елтан, Служилая Елтань. В XVIII — первой половине XIX века жители относились к сословию государственных крестьян. Занимались земледелием, разведением скота, мукомольным промыслом. 
В «Списке населенных мест по сведениям 1859 года», изданном в 1866 году, населённый пункт упомянут как казённая деревня Служилая Елтань 1-го стана Чистопольского уезда Казанской губернии. Располагалась при речке Малом Черемшане, по правую сторону торгового тракта из Чистополя в Бугульму, в 28 верстах от уездного города Чистополя и в 34 верстах от становой квартиры в казённом пригороде Новошешминске. В деревне в 235 дворах жили 1319 человек (699 мужчин и 620 женщин). Была мечеть.
По сведениям переписи 1897 года, в деревне Татарская Служилая Елтань Чистопольского уезда Казанской губернии жили 1844 человека (914 мужчин и 930 женщин), все мусульмане.
В начале XX века здесь действовали 3 мечети (были построены в 1830, 1875 и 1887 гг.), медресе, 2 ветряные мельницы, крупообдирка, 10 мелочных лавок. В этот период земельный надел сельской общины составлял 4150 десятин. 
До 1920 года село входило в Изгарскую волость Чистопольского уещда Казанской губернии. С 1920 года в составе Чистопольского кантона ТАССР. С 10.08.1930 в Чистопольском, с 10.02.1935 в Кзыл-Армейском, с 23.05.1958 в Чистопольском районах.

## Население
Постоянных жителей было: в 1782 — 145, в 1859 — 1319, в 1897 — 1997, в 1908 — 2100, в 1920 — 2660, в 1926 — 2170, в 1938 — 2069, в 1949 — 1312, в 1958 — 1076, в 1970 — 1071, в 1979 — 970, в 1989 — 648, в 2002 — 579 (татары 99 %), в 2008 — 501, в 2010 — 485.

## Экономика
Полеводство, молочное скотоводство. Действует крестьянское (фермерское) хозяйство.

## Инфраструктура
Детский сад, школа-интернат, отделение почтовой связи, дом культуры, фельдшерско-акушерский пункт. 

## Религия
Мечеть. 